# Зидов, Ханс
Ханс Зидов (нем. Hans Sydow; 1879—1946) — немецкий ботаник и миколог.

## Биография
Ханс Зидов родился 29 января 1879 года в Берлине в семье миколога Пауля Зидова и его жены Хедвиг Рихтер. Ещё в начальной школе проявлялся интерес Ханса к микологии, он сопровождал своего отца во время поездок по стране. В 1899 году Ханс окончил школу и, несмотря на интерес к ботанике, с 1903 года был стажёром в Берлинском филиале Анхальт-Дессауского банка. В 1904 году стал работником Дрезденского банка, где работал до 1937 года. С 1922 года Зидов был заместителем директора этого банка.
19 октября 1905 года Ханс женился на Хедвиг Зигфрид.
Как и у Пауля Зидова, основным направлением изучения Ханса были головнёвые и ржавчинные грибы. Первой микологической публикацией Ханса была статья по флоре грибов Бранденбурга в соавторстве с отцом в журнале Hedwigia в 1900 году. В 1902 году Ханс основал журнал Annales mycologici, он был главным редактором первых 42 выпусков. Незадолго до окончания Второй мировой войны издательский дом, в котором печатался журнал, был уничтожен.
В 1924—1925 Зидов путешествовал по Коста-Рике, в 1927—1928 он занимался сбором гербария грибов Венесуэлы, а с 1937 по 1938 изучал грибы Эквадора.
Основной гербарий Ханса Зидова был в 1919 году приобретён Шведским музеем естественной истории в Стокгольме (S). Гербарий, собранный после 1919 года, был уничтожен 22 ноября 1943 года.

## Некоторые научные работы
- Sydow, H.; Theissen, F. (1915). Die Dothideales. Ann. mycol. 12: 149—746.
- Sydow, H. (1925—1927). Fungi in itinere costaricensi collecti. 3 parts.
- Sydow, H. (1930). Fungi venezuelani. Ann. mycol. 28(1—2): 29—224.

## Роды, названные в честь Х. Зидова
- Sydowiella Petr., 1923
- Sydowiellina Bat. & I.H.Lima ex Bat., 1959 [syn.  Myriangiella Zimm., 1902] — также назван в честь Пауля Зидова
- Sydowina Petr., 1923 [syn.  Lojkania Rehm, 1905]
- Sydowinula Petr., 1923 [syn.  Acanthonitschkea Speg., 1908]